# روبرت فرانسوا
روبرت فرانسوا (بالإنجليزية: Robert Francois)‏ هو لاعب كرة قدم أمريكية أمريكي، ولد في 14 مايو 1985 في هايلاندز في الولايات المتحدة.

## وصلات خارجية
- روبرت فرانسوا على موقع مرجع كرة القدم المحترفة.كوم (الإنجليزية)